# Somogyi Endre
Somogyi Endre, születési nevén Schwartz Endre (Kisvárda, 1922. február 26. – Budapest, 2006. március 9.) magyar orvos, az igazságügyi orvostan nemzetközi hírű személyisége.

## Életpályája
Apai ágon iparos, anyai oldalon mezőgazdász családból származik. 1940-ben érettségizett a Kisvárdai Magyar Királyi Állami Bessenyei György Gimnáziumban, majd a géplakatos-vasesztergályos szakmában szerzett képesítést. 1942 márciusától 1943 októberéig Budapesten állt alkalmazásban, majd behívták munkaszolgálatra. 1944 májusában az orosz frontra került. 1945. április 4-én érkezett a mauthauseni koncentrációs táborba, majd annak evakuálása után a gunskircheni táborba vitték. A tábort 1945. május 4-én az amerikai hadsereg szabadította fel. Hazaérkezése után 1945 szeptemberében kezdte meg orvosi tanulmányait a budapesti Pázmány Péter Tudományegyetemen. 1952-ben doktorált. Ötödéves orvostanhallgató korában demonstrátori kinevezést kapott az egyetem Törvényszéki Orvostani Intézetébe. Ebben az intézetben dolgozott nyugdíjazásáig. 1955-ben kórbonctan-kórszövettanból és igazságügyi orvostanból tett szakvizsgát. Ezt követően a Fővárosi Bíróság és a Pest Megyei Bíróság mellett állandó orvosszakértőként is működött.   
1959-ben az orvostudományok kandidátusi címét védte meg, miután 1958. szeptember 1-jétől már adjunktus és 1959. szeptember 1-jétől pedig docens lett.
1969. július 1-én tanszékvezető egyetemi tanárnak nevezték ki s egyben az Igazságügyi Orvostani Intézet igazgatója egészen 1992-ben történt nyugdíjba vonulásáig. 1972-ben a MTA doktora címét nyerte el.
1979 és 1985 között tudományos rektorhelyettes, majd 1985-től 1991-ig az egyetem rektora. 1998-ban lett professzor emeritus. 2002-ben aranydiplomát kapott az egyetemtől.

## Főbb kutatási területe
Az elektromos áram szívkárosító hatása, a hirtelen szívhalál, a szívizom biopsziás mintái, összehasonlító morphológiai és biokémiai vizsgálata, különös tekintettel a szívtranszplantációra.

## Főbb eredményei
- Elsőként vezette be a kromoszóma vizsgálatokat a származás megállapítási ügyekben.
- Ő teremtette meg a bioprotézis készítés és a morfológiai vizsgálat feltételeit a szívbillentyű cseréjének alkalmazására.
- A hirtelen szívhalál patomechanizmusának vizsgálatában kimutatta az ingerületvezetés és a képző rendszer és érhálózata elváltozásainak jelentőségét.
- Új módszereket dolgozott ki és vezetett be a ritka földfémek hisztokémiai kimutatására és a topooptikai reakciók elektronmikroszkópos szintű alkalmazására.

## Főbb publikációi
- 20 kötet könyvet írt, öt könyvfejezetet és 244 tudományos publikációt tett közzé.
- Az Igazságügyi Orvostan alapjai c. tankönyve hat kiadást ért el. 1967-ben jelent meg „Az elektromos baleset és villámcsapás klinikuma és pathológiája, a Magyar Tudományos Akadémia kiadásában. Tíz kötetben dolgozta fel az Egészségügyi Minisztérium Igazságügyi Orvosi Bizottságának orvostovábbképző szolgáló anyagot.
- „Az elektromos áram okozta elváltozások vizsgálatáról” fejezetet írt a Forensic Medicine Enviromental Hazard című,  Tedesschi-Eckert által szerkesztett három kötetes munkában.
- Alapító főszerkesztője volt a Morphológia és Igazságügyi Orvostani Szemlének.
- Tíz évig szerkesztette a Magyar Tudományos Akadémia- Acta Morphologica című angol nyelvű folyóiratot. Szerkesztőbizottsági tagként működött közre  a Journal of Legal Medicine, az Excerpta Medica Abstract Inform, valamint a Forensic Medicine Enviromental Hazards című lapok kiadásáában.

## Társadalmi szerepvállalása
- Tagja volt a Magyar Igazságügyi Orvosi Társaságnak és a Magyar Patológusok Társaságának. Elnöki tisztséget töltött be az 1841-ben alapított és jogfolytonos Magyar Természettudományos Társulat Egészségügyi szekciójában.
- az Egészségügyi Tudományos Tanács Igazságügyi Bizottságának 1966-tól 1989-ig a tagja volt, közben 15 éven át elnökhelyettese volt.
- A Német Igazságügyi Orvosi Társaság, a Royal Microscopical Society, a Csehszlovák Purkynje Társaság, a Kubai Igazságügyi Orvosi Társaság, a Nemzetközi Igazságügyi Orvostani és Szociális Orvostani Akadémia amelynek 1967-tól 1970-ig főtitkára, 1985-tól 1988-ig elnöke volt.

## Díjai, elismerései
- Akadémiai Díj (1963; 1973)
- Baló József-emlékérem
- Szocialista Munkáért (1958; 1962)[1][2]
- Érdemes Orvos (1963)
- Jendrassik Ernő-emlékérem (1965)
- Markusovszky-díj (1972)
- Szocialista Kultúráért (1981)
- Munka Érdemrend arany fokozata (1982)[3]
- Bugát Pál-emlékérem (1987; 1995)
- Madzsar József-díj (1989)
- Batthyány-Strattmann László-díj (1994)
- Semmelweis Egyetem aranygyűrűje